# Nizsalovszky Endre
Nizsalovszky Endre, (Békéscsaba, 1894. szeptember 25. – Budapest, 1976. november 19.) nemzetközi hírű magyar jogtudós és kodifikátor, az MTA tagja (levelező 1939, rendes 1954). Elsősorban a magánjog művelője volt, de más jogterületek, valamint a jogtörténet és jogbölcselet területén is kimagasló műveket alkotott. A sztálinizmus idején, majd az 1956-os forradalomban vállalt szerepe miatt meghurcolták, amit példamutató erkölcsi tartással viselt. Nevét ma emlékalapítvány őrzi az ELTE-n, és előadóterem a PPKE-n.

## Életpályája
Lengyel és magyar források a 19. század közepétől kezdődően több Nizsalovszky (lengyel írásmóddal: Niżałowski) nevű jogászt említenek. Nizsalovszky András, Andor és Antal honvéd hadbírák voltak az 1848-49-es szabadságharc idején. Franciszek Niżałowski (1859–1937) Temesváron és Pécsett szolgált, később az Osztrák–Magyar Monarchia tábornoka, majd 1919-ben a függetlenné vált Lengyelország Legfelsőbb Katonai Bíróságának első elnöke lett. A palmiryi vérengzés során németek 1939. decembere és 1940. júliusa között elhurcoltak és meggyilkoltak egy Jerzy Niżałowski nevű varsói ügyvédet.
Apja szintén bíró, később törvényszéki elnök volt Békéscsabán és Gyulán. Tanulmányait Nagyváradon és Debrecenben végezte, jogi és bírói-ügyvédi vizsgáit kitüntetéssel tette le. 1916-tól joggyakornokként dolgozott, 1918-ban ösztöndíjas volt Berlinben. 1920-tól az Igazságügyi Minisztérium törvényelőkészítő osztályán dolgozott.
1929-ben Debrecenben magyar magánjogból magántanári habilitációt szerzett, a következő évben ugyanitt a kereskedelmi és váltójog tanárává nevezték ki. 1934–1936-ig a budapesti Műegyetem Közgazdasági Kara kereskedelmi és magánjog tanára volt. 1938-tól a Pázmány Péter Tudományegyetem polgári törvénykezési tanszékét vezette, 1943-tól a magyar magánjogi tanszéket is. A tanszékeket pályázat nélkül, meghívás alapján nyerte el.
1945-től részt vett az újjáépítés kodifikációs, egyetemi és tudományos munkáiban. Törvény- és rendeletterveket készített (szövetkezetekről, munkaügyi bíráskodásról, Gazdasági Főtanácsról stb.), s könyvet is írt. Bár a háború előtt aktívan részt vett a közéletben (Magyar Jogász Egylet, MTA, Szent István Társulat), a háború után észrevétel nélkül igazolták. 1946-ban és 1948-ban Svájcban tudományos kutatást folytatott. 1949-től szakmainak álcázott politikai támadások érték, melyekkel szemben eredményesen védekezett. Nem tudták háttérbe szorítani, 1956-ban az MTA Állam- és Jogtudományi Bizottsága elnökévé választották.
1956 októberében (22-én?) a Bizottság ülésén reformbeszédet tartott. Új tudománypolitikai programot vázolt fel és kiállt a korábban bebörtönzött vagy elhallgattatott professzorok rehabilitációjáért. Beszédében elhangzott: „Meznerics Iván volt magántanár fegyházból szabadulva fordításokból él, perújítását várja; Benkő István volt magántanár Debrecenben maltert hord…; Szászy István volt egyetemi tanár akadémiai levelező tagsága ellenére sem tud aktív tevékenységhez jutni.” 1956-ban az MTA főtitkárává választják – Kodály Zoltán elnöklete mellett -, 1956. november 21-én pedig a Magyar Értelmiség Forradalmi Tanácsa elnökségi tagjának.
A forradalom leverése után, 1957. szeptember 23-án egyetemi tanári tisztéből azonnali hatállyal elbocsátották, akadémiai tisztségeitől megfosztották.
Tanártársai sohasem hívták vissza az egyetemre, nyolcvanadik születésnapján azonban százak gyűltek össze az Európa-étteremben. A Farkasréti temetőben nyugszik.

## Munkássága
Első publikációja 1921-ben jelent meg a Kereskedelmi Jog c. lapban Német-Ausztria munkaügyi törvényhozása címmel. Ebben a gyermekekre, nőkre, terhesanyákra, éjszakai dolgozókra vonatkozó újszerű joganyagot ismertette. Bár a szociális tárgyú írásokkal nem hagyott fel, az 1920-as években azonban főképp társasági jogi és valorizációs témákkal foglalkozott (pl.: A valorizáció múltja és jelene. Bp. 1926.) Az évtized végén jelentek meg első nagyobb lélegzetű dologi jogi és zálogjogi írásai (Értékjog és zálogjog. Bp. 1928.; Magyar magánjog mai érvényben. II. Dologi jog. Bp. 1928.). Ez a munkássága a következő évtizedben teljesedett ki.
Az 1930-as évek elejétől jogbölcseleti, kereskedelmi jogi és perjogi írásokkal jelentkezett (A látszat a jogban. Debrecen, 1931.; Az érdekkutató jogtudomány a magánjogban. Bp. 1933.; A kereskedelmi törvény és joggyakorlata. Bp. 1937.; Grosschmid és a kereskedelmi jog. Bp. 1937.; Az alanyi magánjog és a perjog. Bp. 1942.; Perképesség – jogképesség. Győr, 1939.) Az évtized végén szintén új színek jelentkeztek munkásságában, jogszabálytannal, társadalompolitikával és jogtörténettel is foglalkozni kezdett (Apponyi társadalompolitikája. Serlegbeszéd. Bp. 1940.; Magánjogi kodifikáció. Illés József jubileuma alkalmából. Bp. 1942.; A római jog szelleme. Bp. 1944.).
A II. világháború után tankönyvek sorát írta meg (Kötelmi Jog II. Bp. 1947.; Kötelmi Jog I. Bp. 1949.; Magyar családi jog. Bp. 1949.; Magyar polgári jog. I. általános rész. Bp. 1950.). Az 1950-es évek végén részt vett a Polgári Törvénykönyv (1959. évi IV. törvény) kodifikációjában, a munkát Eörsi Gyulával és Világhy Miklóssal végezte. A következő évtizedben eltiltása miatt már magányban élt, de a kutatással nem hagyott fel. Családi joggal, szerzői joggal és jogtörténettel, majd orvos-egészségügyi joggal foglalkozott. Az ekkor született monográfiái később angolul, franciául és németül is megjelentek, s úttörő jellegű kutatásaira és eredményeire a nemzetközi szakmai közvélemény is felfigyelt.

## Emlékezete

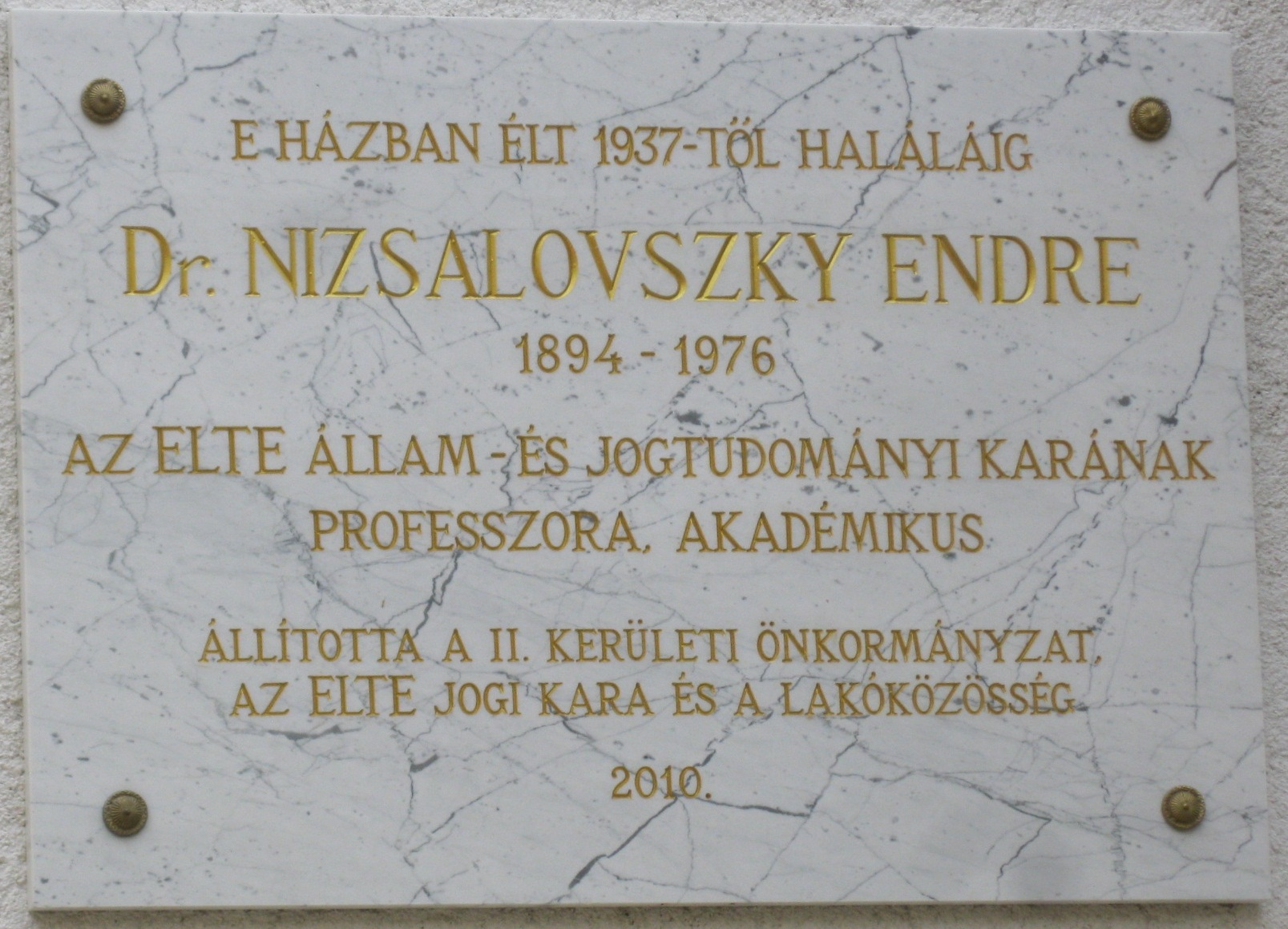
Emléktáblája egykori lakóháza falán

1984-ben egykori tanítványai a Tanulmányok a jogról c. posztumusz kötettel tisztelegtek az emléke előtt. Néhány írása ekkor kerülhetett először az olvasók elé. 1994-ben ünnepség keretében az ELTE és a Magyar Tudományos Akadémia rehabilitálta. Ekkor jelent meg a tisztelői által jegyzett Nizsalovszky Endre Emlékkönyv című kötet. 2010-ben egykori lakóházának falán emléktáblát avattak, az emlékezők között barátként és tisztelőként megjelent Mansfeld Péter családja is.

## Értékelése
„A dogmatizmus korszakának valóságos intézményévé váltam, amit, ha nem lett volna meg, valósággal fel kellett volna találni. Én voltam az, akire tíz éven keresztül példaképpen hivatkozni lehetett mint olyanra, aki nem tud szabadulni a múlt csökevényeitől…” (részlet az 1956-os reformbeszédből)
Mádl Ferenc szerint: „Ha végigtekintjük munkáinak százait, könyveinek sokaságát, ezek sokféle jellegét a magas elmélettől a mindennapot segítő kommentárig és az elvi kodifikációs tanulmányokig, ha számbavesszük, hogy hány gazdasági és polgári jogi tárgyú törvényjavaslat meghatározó alakítója volt..., akkor lesz a mai generációk számára is természetessé, hogy működése és életműve mennyire meghatározó volt a maga korában...”

## Főbb művei
- A valorizáció múltja és jelene. Bp. 1926., 41 o.
- A zálogjogok és a telki teher néhány főkérdése. Bp. 1928., 196 o.
- A magánalkalmazottak nyugdíjának átértékeléséről szóló 1926:XVI. t.c. magyarázata; előszó Dréhr Imre; Tébe Kiadóvállalat, Bp., 1926 (Tébe könyvtár)
- A jelzálog jogszabályainak magyarázata. Bp. 1929., 438 o.
- A magyar kereskedelmi jog jogszabályai; Grill, Bp., 1933 (Grill-féle kis törvénytár)
- A család a magyar jogban. Vázlat a katolikus népművelési előadások anyagául; Szt. István Társulat, Bp., 1936
- Az alanyi magánjog és a perjog. Székfoglaló. Bp. 1942., 52. o.
- Kereskedelmi jogi szabályok. Hatályos törvények és rendeletek a kereskedelmi törvényen kívül; Grill, Bp., 1943 (Magyar törvények Grill-féle kiadása)
- Kötelmi jog. Általános tanok I–II., 1949
- Magyar családi jog; MEFESZ Jogász Kör, Bp., 1949
- A család jogi rendjének alapjai; Akadémiai, Bp., 1963
- Szalay László kodifikációs kapcsolatai és a sioni epizód. Állam és Jog. Bp. 1964., 7. köt. 175-207. o.
- A család jogi rendjének alapjai. Bp. 1963. 487 o., angolul 1968.
- Az előadó művész jogállása. In.: Állam és Jog, 1963. 3-25. old.
- A szerv- és szövetátültetések joga tekintettel más rendhagyó orvosi műveletekre. Bp. 1970., 421 o., angolul 1974.
- Gesetz und Wirklichkeit im sozialistischen ehelichen Güterrecht. Bp. 1970., angolul 1974.
- Eötvös József és a „jövő zenéje”. In: Ábránd és valóság. Bp. 1973. 179-212. o.
- Tanulmányok a jogról; Akadémiai, Bp., 1984, 307 o.
- Magyary Géza–Nizsalovszky Endre: Magyar polgári perjog, 1-2.; Közjegyzői Akadémia, Bp., 2022 (Studia notarialia Hungarica)